# Alberto Manchinu
Alberto Manchinu (Volterra, 2 giugno 1939) è un politico italiano.

## Biografia
Segretario del PSI di Sassari dal 1975 al 1983, è stato deputato socialista dal 1983 al 1987 ed ex consigliere e assessore regionale.